# هربرت فيلك
هربرت فيلك (بالألمانية: Herbert Wilk)‏ هو ممثل ألماني، ولد في 10 مايو 1905 في ألمانيا، وتوفي في 2 نوفمبر 1977 ببرلين في ألمانيا.

## أعمال

### أفلام
- (1940) روتشيلدز

## وصلات خارجية
- هربرت فيلك على موقع IMDb (الإنجليزية)
- هربرت فيلك على موقع قاعدة بيانات الأفلام السويدية (السويدية)
- هربرت فيلك على موقع ديسكوغز (الإنجليزية)
- هربرت فيلك على موقع قاعدة بيانات الفيلم (الإنجليزية)
- هربرت فيلك على موقع كينوبويسك (الروسية)